# Il cuore è uno zingaro
Pour les articles homonymes, voir Cuore et Zingaro.
Chansons de Nicola Di Bari au festival de Sanremo
La prima cosa bella (jumelée aux Ricchi e Poveri) 
(1970 (it)) I giorni dell'arcobaleno
(1972)
Chansons de Nada au festival de Sanremo
Pa' diglielo a ma' (it) (jumelée à Rosalino) 
(1970 (it)) Il re di denari
(1972)
Il cuore è uno zingaro (« Le cœur est un gitan ») est une chanson écrite par Franco Migliacci et composée par Claudio Mattone.

## La chanson

### Histoire
La chanson a remporté la vingt-et-unième édition du festival de Sanremo (1971) avec une double interprétation de Nicola Di Bari et Nada. À l'origine, elle avait été prévue pour le même Nicola Di Bari et pour José Feliciano.
La version de Nicola Di Bari a culminé à la 1re place, pendant six semaines sur le hit-parade italien.

### Reprises
La chanson a été reprise par plusieurs artistes, dont : Paul Mauriat (instrumental), Al Bano, Mia Martini, Loretta Goggi, Tiziana Rivale, Chiara Civello, Claudio Villa, Lara Saint Paul, Archibald & Tim (instrumental), Letizia Mongelli, Dalida, Diodato, Hugo Montenegro (instrumental), Giovanna (it), Alex Baroni, Francesco Renga, Giuliana Danzè, Elisa, Giuliano Palma & the Bluebeaters (it), Franco Simone, Andrea Bocelli, les Neri per Caso avec Dolcenera et Chiara Iezzi.

### Adaptations

#### En anglais
Al Martino, Dionne Warwick, les Supremes, Engelbert Humperdinck et Wess ont enregistré la chanson en anglais, sous le titre The Gypsy in You (« Le gitan en toi »).

#### En français
Dalida a enregistré également une version en français, sous le titre Mon cœur est un gitan. Au Québec, Michel Louvain l'a enregistrée sous le titre  La belle gitane.

#### En néerlandais
En 1982, John Terra a enregistré une version en néerlandais, sous le titre Ik weet niet waarom (« Je ne sais pas pourquoi »), reprise en 2015 par Yves Segers (nl).

#### En allemand
En 1989, Roy Black a enregistré une version en allemand, sous le titre Wie ein Schlag ins Gesicht (« Comme un gifle »).

## Liste des titres
Toutes les paroles sont écrites par Franco Migliacci, toute la musique est composée par Claudio Mattone; le tout sauf indication contraire.
| A. | Il cuore è uno zingaro (Sanremo 1971 (it)) |                | 3:13 |
| B. | Agnese                                     | Nicola Di Bari | 3:38 |

| A. | Il cuore è uno zingaro (Sanremo 1971) | 3:45 |
| B. | Insieme mai                           | 2:45 |